# 250 kg minbomb m/50
250 kg minbomb m/50, kort 250 kg mb m/50, var en svensk flygbomb från tidigt 1950-tal som var utformad som en ren minbomb. Det vill säga att bombens verkan (skadan) ska göras av själva tryckvågen från explosionen och inte splittret från bombens hölje vid brisad. Den var försedd med ett spetsanslagsrör (tändrör som sitter i nosen av ammunition) eller ett centralrör (tändrör som sitter i mitten av ammunition), alternativt bådadera. Detta gav bomben möjligheten att antingen explodera precis när spetsen slog i marken eller efter att bomben hade borrat ner sig en bit i marken innan brisad. Båda tändrören kunde hade även ställas in med olika fördröjningstider som gjorde att bomben kunde slå sig in en bra bit i byggnader eller skepp innan brisad. Spetsanslagsröret kunde även ställas in under flykt vilket ökade bombens användningsområde då man inte behövde veta sitt mål i förväg, till exempel ifall det var en byggnad som behövde lång tidsfördröjning, en kolumn med fordon som behövde kort tidsfördröjning eller en trupp med infanteri som behövde ögonblicklig brisad.

## Historia
Efter andra världskriget kunde Sverige lägga ner mer pengar på bombtillverkning vilket gjorde det möjligt att ta fram mer avancerade bomber. För att spara tid och pengar principiellt på utveckling och tillverkning valde man att modifiera existerande bombdesigner. För moderniseringen av minbomber fanns bland de existerande minbomberna bland annat typerna 50 kg minbomb m/37A och 250 kg minbomb m/37B vilka ansågs föråldrade och man valde istället att uppdatera resterande typer av minbomber vilka var 250 kg minbomb m/40 och 500 kg minbomb m/41. 
I uppdateringen ersatte man deras sprängladdning som då bestod av nitrolit med ett relativt nytt sprängämne kallat hexotonal som innehöll bland annat hexogen. Bofors hade i slutet av 40-talet satt upp en fabrik för tillverkning av hexogen vilket ledde till stor tillverkning av hexotonal samt hexotol. Hexotonal var mycket tyngre än nitrolit vilket ökade bombernas laddningsvikt med hela 28,6%. Förutom det nya kraftigare sprängämnet gav man även bomberna möjligheten att montera ett nytt spetsanslagsrör. Det nya spetsanslagsröret baserades på spetsanslagsrör m/49, ett tändrör för attackraketer och skiljde sig primärt i att ha en ny lång detonator innehållande laddningar för tidsfördröjningar. Som tidigare nämnt kunde dessa fördröjningar ställas in under flykt och detta gjordes med hjälp av en dragbrytare model 49 B. Vid slutet av moderniseringen fastställdes de nya bomberna som 250 kg minbomb m/50 samt 600 kg minbomb m/50. Spetsanslagsröret fick det matchande namnet spetsanslagsrör m/50.
250 kg minbomb m/50 togs snabbt i bruk på attackflygplan som A 21A-3, A 18B och T 18B. Det tog inte långt heller innan bomben togs i bruk på dess trotjänare till bärare A 32A Lansen. Lansen kom att ha bomben i sin arsenal hela vägen in på 1970-talet då den togs ur tjänst. Lansen kunde bära upp till 5 stycken 250 kg minbomb m/50. Förutom Lansen testades bomben även på provflygplan som Saab 105XT. Väl på 70-talet hade robotar och precisionsstyrda bomber tagit över och 250 kg minbomb m/50 togs ur tjänst.
Idag finns enbart ett känt exemplar av bomben kvar och denna är en blind variant som befinner sig på Gotlands försvarsmuseum.

## Konstruktion
Bomben är av svetsad konstruktion och består av 4 huvuddelar. Spets, liv, stjärtkon och vingar.
Spetsen är gjuten och försedd med ett gängat hål för en dubbelgängad ring med en spränghylsa på. Spränghylsan är fylld med hexotol. I ringens inre gängade del kan ett spetsanslagsrör model 50 fästas alternativt en täppskruv.
Livet består att en stor stålcylinder med ca 8 mm tjocka väggar. På livet finns ytterligare fem gängade hål. Tre är till för bomböglor som används för upphängning av bomben medan resterande två är tappfästen för styrtappar. Styrtappar användes för en tidig typ av bombupphängning som var vanlig under andra världskriget då bomben ska fällas med bombgaffel. Dessa styrtapparna kopplade bomben till gaffeln. Dessa tappfästen var enbart reliker från när bomben var en 250 kg minbomb m/40.
Stjärtkonen består av en avsmalnande cylinder med något mindre tjocka väggar jämfört med livet. På stjärtkonen sitter även vingarna som då är rakställda. Vingarna stabiliseras av en ring av rörkonstruktion för att inte skadas lika lätt vid potentiell påfrestning.
Som tidigare nämnt hade bomben även plats för centralrör som då satt mellan väggarna i livet. Bomben kunde ta tre typer av centralrör. Centralrör m/37, centralrör m/40 eller centralrör m/41. Funktionellt är tändrören desamma då de båda kan få bomben att brisera ögonblickligt vid anslag eller efter fördröjning. De skiljer sig enbart mekaniskt. Centralrör m/40 var standardvariant under större delen av bombens tjänsteliv.

## Varianter
250 kg Minbomb m/50 har två varianter. En skarp variant och en blind variant.
Varianter med full beteckning.
- 250 kg minbomb m/50 – Denna variant var skarp och fylld med sprängämne.
- 250 kg minbomb m/50 blind – Denna variant var blind, och var menad för övning med att ladda flygplan med 250 kg minbomb m/50. Den var av samma konstruktion som grundbomben men hade barlast av betong istället för sprängämne. De var målade ljusgråa till skillnad från de skarpa bomberna som var mörkgrå.